# سكولبوي كيو
كوينسي ماثيو هنلي (Quincy Matthew Hanley) و يعرف أكثر باسم سكول بوي كيو (ScHoolboy Q) هو مغني و منتج أغاني هيب هوب أمريكي من مواليد 26 أكتوبر 1986.

## روابط خارجية
- سكولبوي كيو على موقع IMDb (الإنجليزية)
- سكولبوي كيو على موقع ميوزك برينز (الإنجليزية)
- سكولبوي كيو على موقع رولينغ ستون (الإنجليزية)
- سكولبوي كيو على موقع أول ميوزيك (الإنجليزية)
- سكولبوي كيو على موقع أول ميوزيك (الإنجليزية)
- سكولبوي كيو على موقع ديسكوغز (الإنجليزية)
- سكولبوي كيو على موقع ديسكوغز (الإنجليزية)